# Dali (città dello Yunnan)
Dali (大理市S, Dàlǐ shìP, lett. "Città della Grande Motivazione") è una città-contea della provincia cinese dello Yunnan; l'omonimo regno ebbe come capitale la città di Tahie, a pochi chilometri da questa città. Dali è vicina ai monti Cangshan ed al lago Erhai.
È nota per la sua città vecchia, ben preservata e restaurata.

## Geografia fisica

### Territorio
Dali sorge nello Yunnan occidentale ed è situata a ben 1980 Metri d'altezza su una fertile pianura compresa fra i monti Cangshan, a ovest, e il Lago Erhai, a est.

### Clima
Il clima di Dali è del tipo Cfb (Clima temperato umido con estate tiepida) secondo la Classificazione dei climi di Köppen. Gli inverni sono freschi e soleggiati ma le estati sono calde, non eccessivamente, e molto piovose.
| DALI (1961-1990)    | Mesi | Mesi | Mesi | Mesi | Mesi  | Mesi  | Mesi  | Mesi  | Mesi  | Mesi  | Mesi | Mesi | Stagioni | Stagioni | Stagioni | Stagioni | Anno    |
| DALI (1961-1990)    | Gen  | Feb  | Mar  | Apr  | Mag   | Giu   | Lug   | Ago   | Set   | Ott   | Nov  | Dic  | Inv      | Pri      | Est      | Aut      | Anno    |
| ------------------- | ---- | ---- | ---- | ---- | ----- | ----- | ----- | ----- | ----- | ----- | ---- | ---- | -------- | -------- | -------- | -------- | ------- |
| T. max. media (°C)  | 16,4 | 18,0 | 21,2 | 23,0 | 24,1  | 23,6  | 23,2  | 24,3  | 24,1  | 22,6  | 19,6 | 17,2 | 17,2     | 22,8     | 23,7     | 22,1     | 21,4    |
| T. min. media (°C)  | 9,0  | 2,4  | 5,4  | 9,5  | 13,5  | 16,9  | 17,3  | 17,1  | 16,1  | 12,3  | 6,8  | 2,4  | 4,6      | 9,5      | 17,1     | 11,7     | 10,7    |
| Precipitazioni (mm) | 15,7 | 30,3 | 39,8 | 75,5 | 128,5 | 285,9 | 278,7 | 249,1 | 159,9 | 144,2 | 48,6 | 21,8 | 67,8     | 243,8    | 813,7    | 352,7    | 1 478,0 |
| Giorni di pioggia   | 2,8  | 2,4  | 6,8  | 11,1 | 13,0  | 22,0  | 24,4  | 21,7  | 15,9  | 11,4  | 4,7  | 2,4  | 7,6      | 30,9     | 68,1     | 32,0     | 138,6   |

## Storia

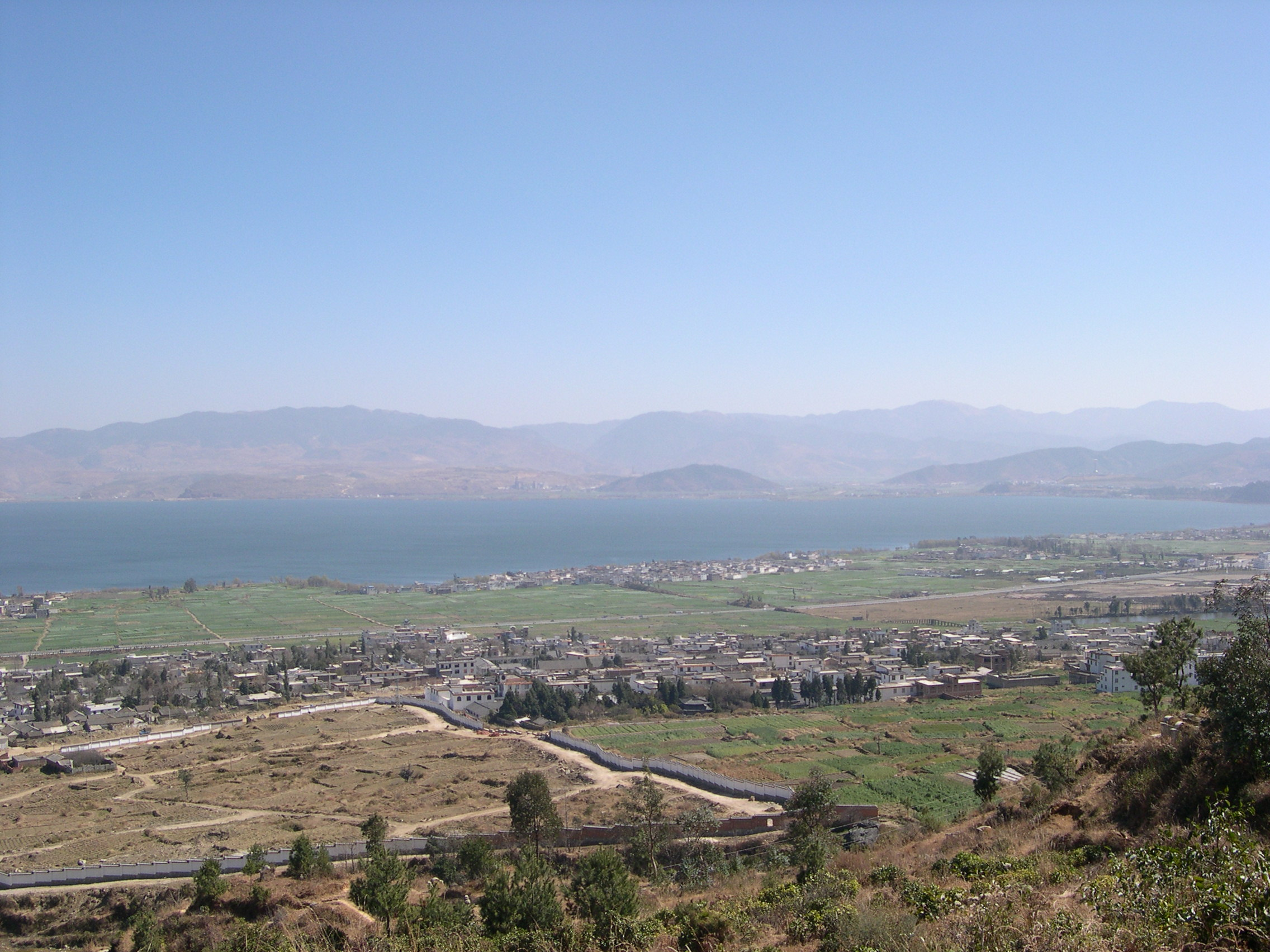
Sito archeologico delle rovine di Taihe.

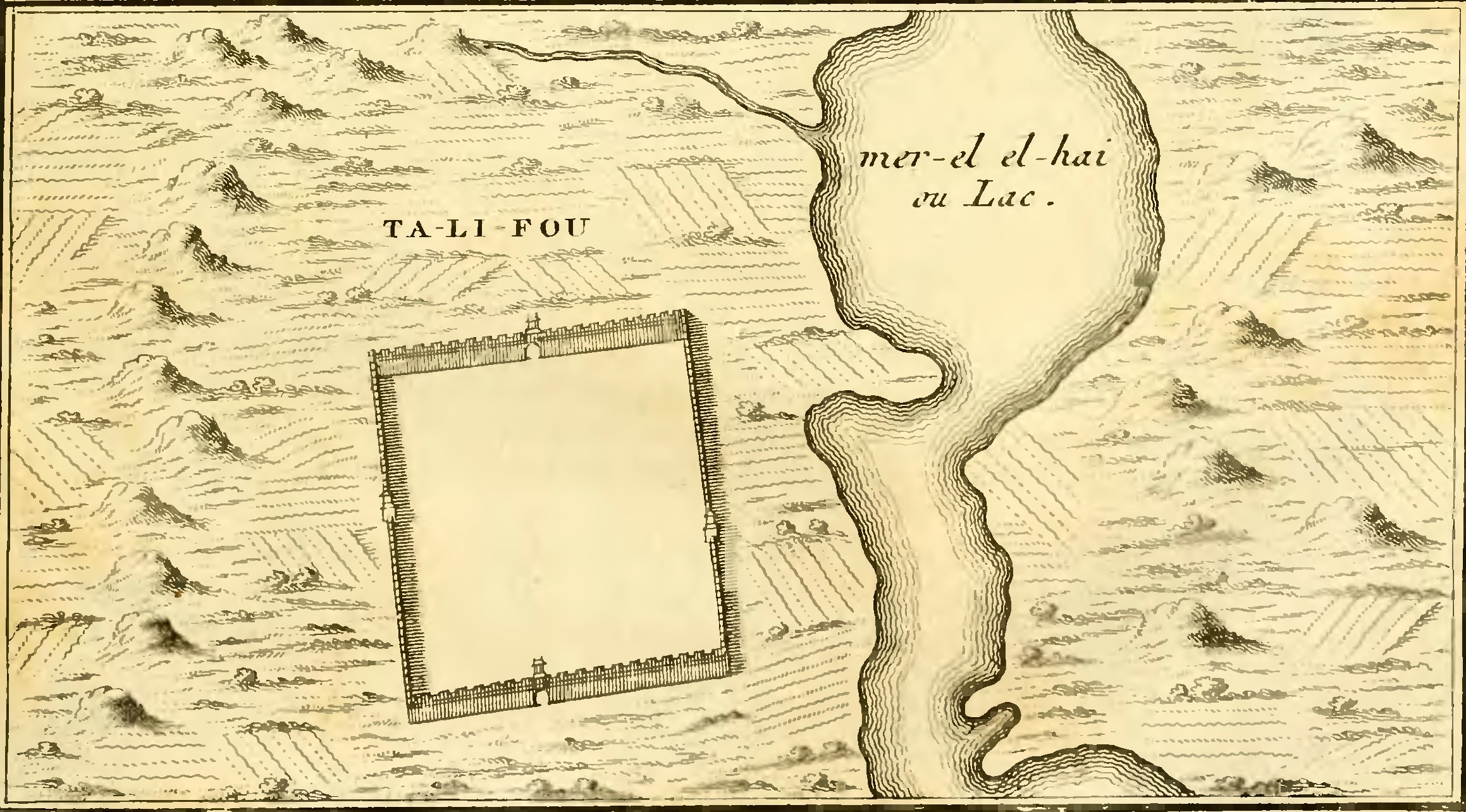
Antica stampa con la posizione della città e del lago Erhai.

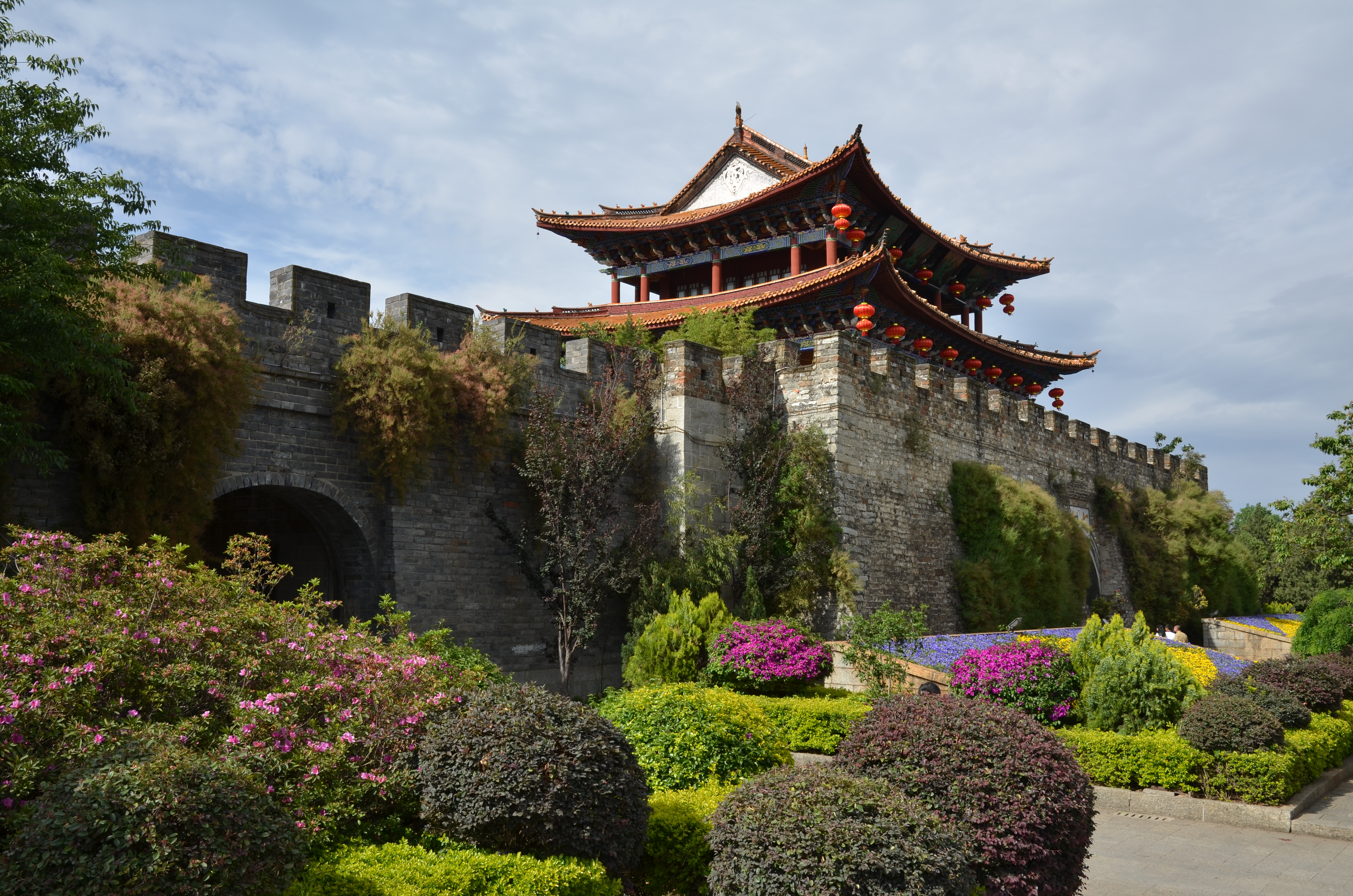
Le mura con la Porta nord dell'epoca Ming.

### Regno di Nanzhao
Taihe era l'antica capitale del Regno di Nanzhao (VIII-IX secolo) che sorgeva a circa 8 chilometri a sud dell'odierna Dali. Grazie alla sua posizione strategica fra Birmania, Tibet e la Cina centrale, divenne presto un importante centro economico, soprattutto grazie al marmo presente sui monti Cangshan che venne esportato in tutta la Cina, tanto che in cinese la parola marmo si dice 大理石 o Dàlǐ she, Pietra di Dali.

### Buddismo
La regione abbracciò il Buddismo già nell'VIII secolo e il regno si alleò all'inizio con il Tibet per contrastare l'espansione cinese. In seguito le alleanze cambiarono spesso in funzione della potenza acquistata man mano dai vicini.

### Regno di Dali
Nel 937 un ufficiale bai fece un colpo di Stato e si proclamò sovrano. Ebbe inizio il multietnico Regno di Dali (forse in questo momento la città cambiò il nome in Dali) che guidato dall'aristocrazia Bai rimase prospero e indipendente, e mantenne la medesima capitale. In questo periodo la città strinse forti rapporti col Regno dei Song, al quale forniva i cavalli, in cambio seta, argento e sale. Nel XII secolo la città raggiunse il suo massimo splendore.
I sovrani erano talmente religiosi che alcuni si fecero addirittura monaci.

### Conquista Mongola
Nel XIII secolo tutta la provincia venne conquistata dai Mongoli di Kublai Khan che formarono la Dinastia Yuan. Così anche lo Yunnan venne annesso alla Cina e Taihe venne distrutta nel 1253.
A quest'epoca si deve l'inizio della presenza dell'Islam nella regione. Infatti soldati dell'Asia centrale vennero reclutati dai cino-mongolo per combattere nelle file dell'esercito. Rimasti nella regione dopo la conquista si sposarono con le donne locali, soprattutto Han, e presto convertirono anche altre tribù. Furono denominati Hui.

### Ming, Qing e storia moderna
I Ming ricostruirono la città sul sito dell'attuale Dali nel XIV secolo.
Nel XIX secolo le discriminazioni dei Qing verso gli Hui diedero vita a una serie di ribellioni che diedero vita all'effimero Sultanato di Dali. La città fu il centro della cosiddetta Rivolta del sultano Du Wenxiu, in cinese Du Wenxiu qiyi (杜文秀起义 o dù wénxiù qǐyì), che durò dal 1855 al 1873, durante la quale la popolazione venne decimata da sei a un milione di abitanti.
Dali oggi è una delle principali destinazioni turistiche dello Yunnan, a metà strada fra Kunming e Lijiang.

## Monumenti e luoghi d'interesse

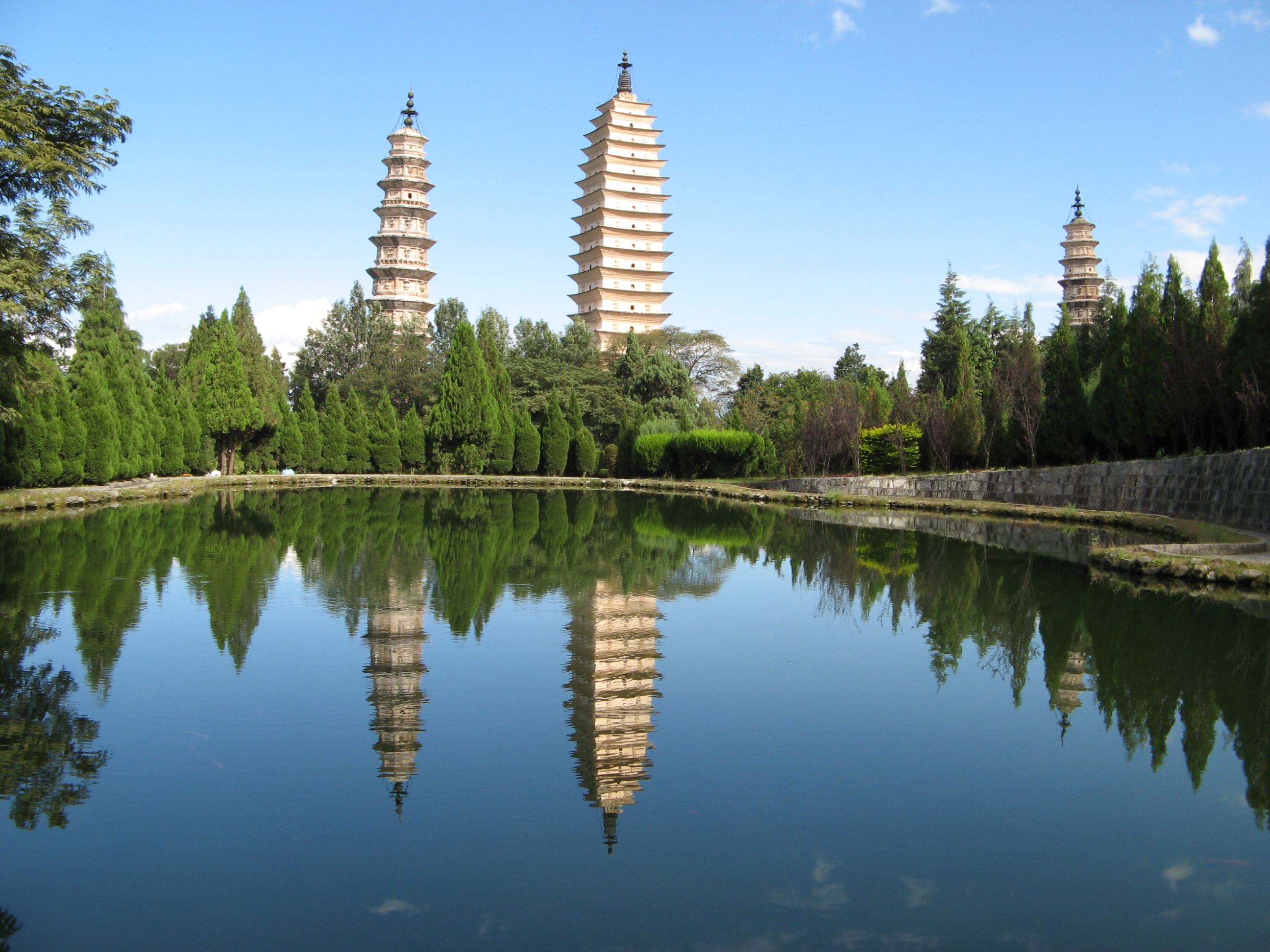
Il Tempio delle Tre Pagode (San Ta Si).

Dali è una delle principali destinazione turistiche dello Yunnan, ricca di storia e monumenti, e del folklore locale dell'etnia Bai.
- Cinta muraria venne costruita dai Ming alla fine del Trecento[4][2] Lunga circa 4 km, chiude la città in un quadrato. Delle quattro porte aperte sui quattro punti cardinali, se ne conservano due, a nord e a sud della città.
- Tempio dell'Ammirazione Divina (重聖寺, o Chóngshèng sì). Antico complesso templare fondato nell'825 e poi distrutto dai Qing[2], venne restaurato nel 2005. Conserva dell'antichità le celebri Tre Pagode, o San Ta, di cui due ottagonali alte 42 metri[2] e la maggiore, quella centrale, detta Qianxun Ta, dalla base quadrata, è alta 70 metri. Risalgono al IX secolo[2].
- Museo di Dali nella residenza del sultano Du Wenxiu

## Galleria d'immagini

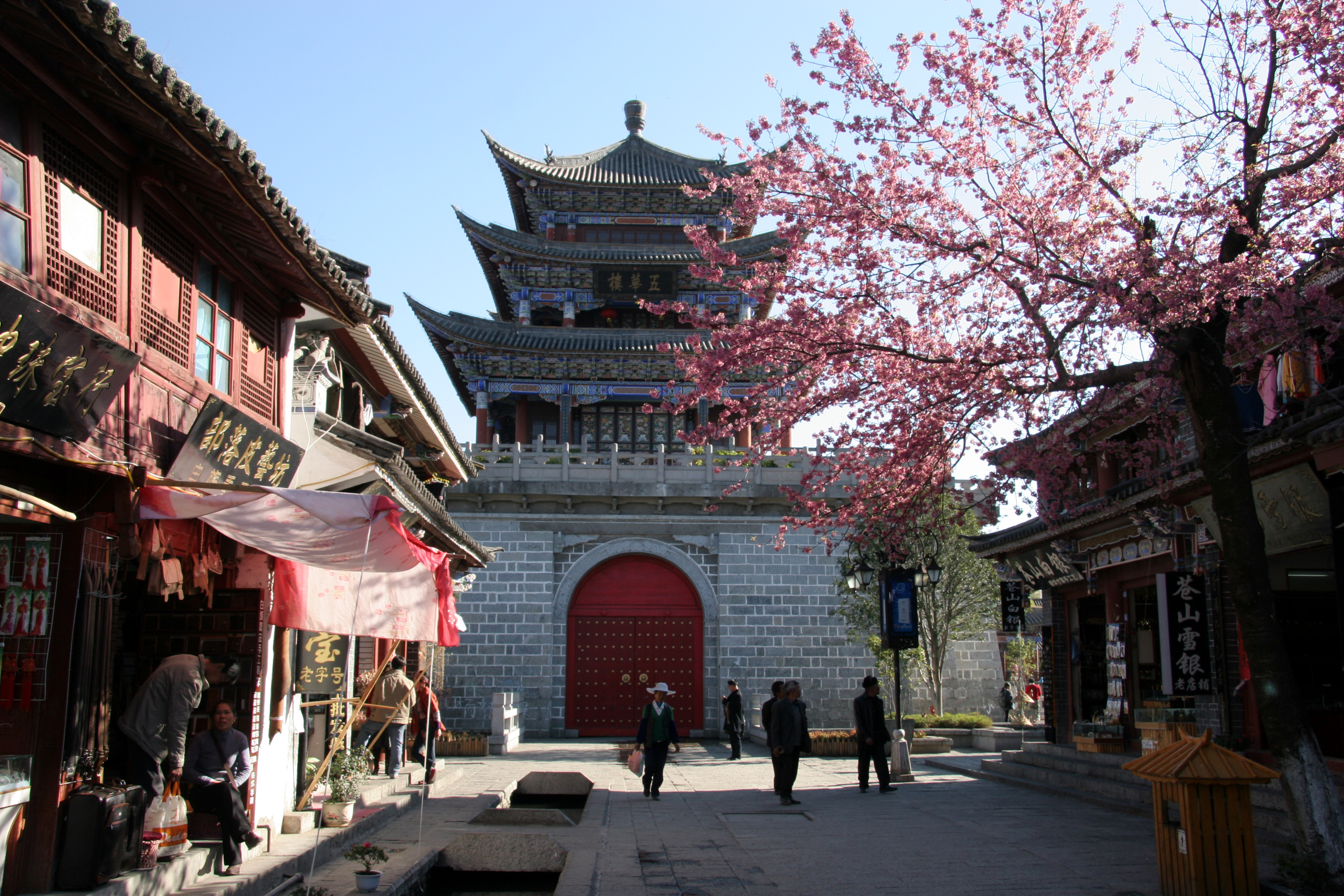
La Torre del Tamburo
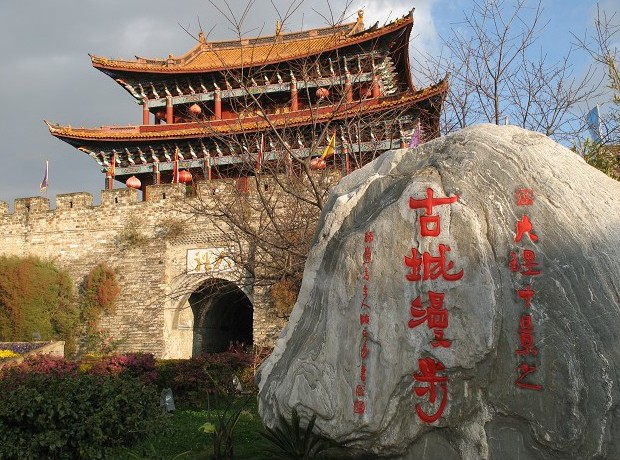
La Porta sud
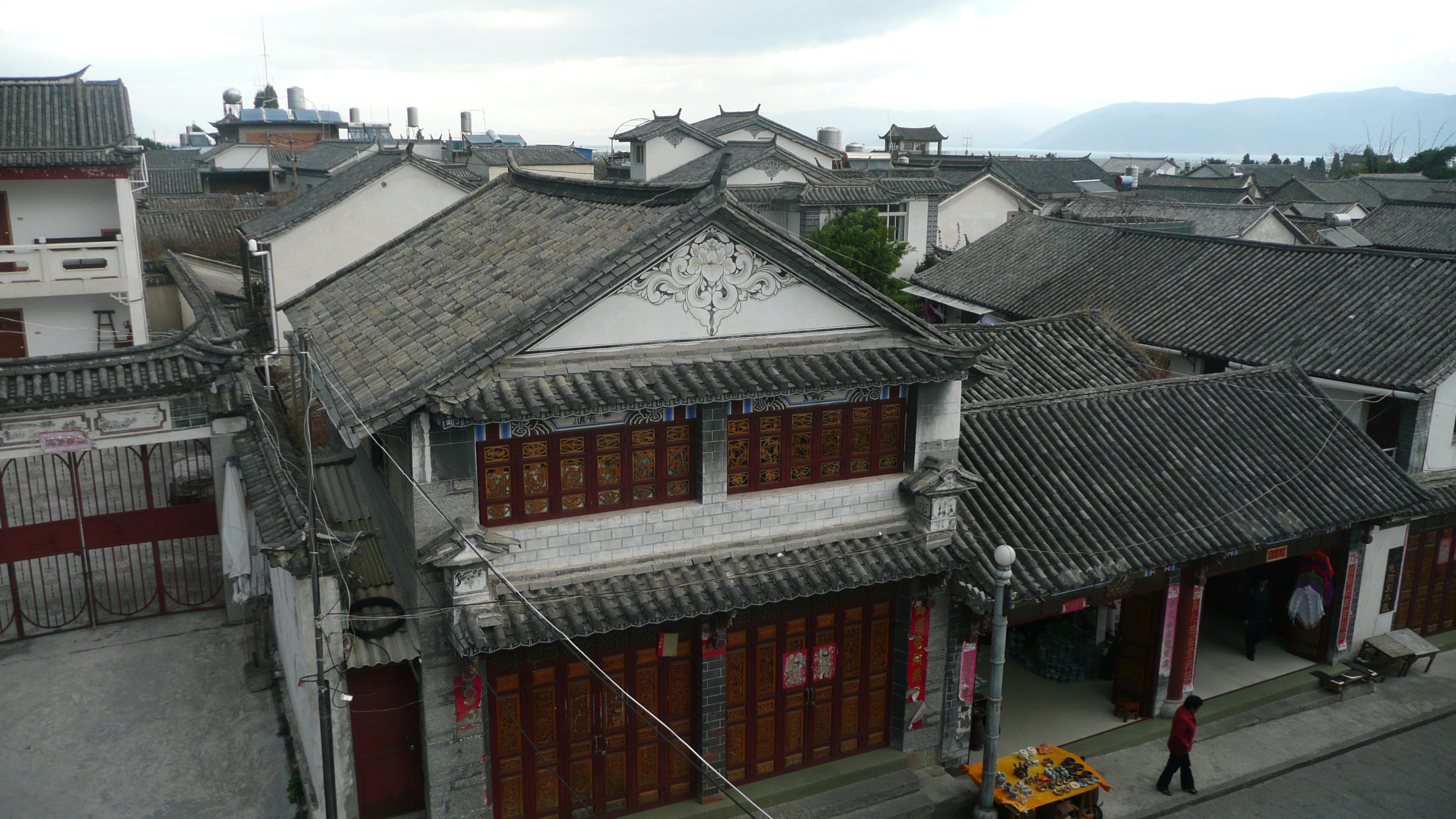
Antiche case
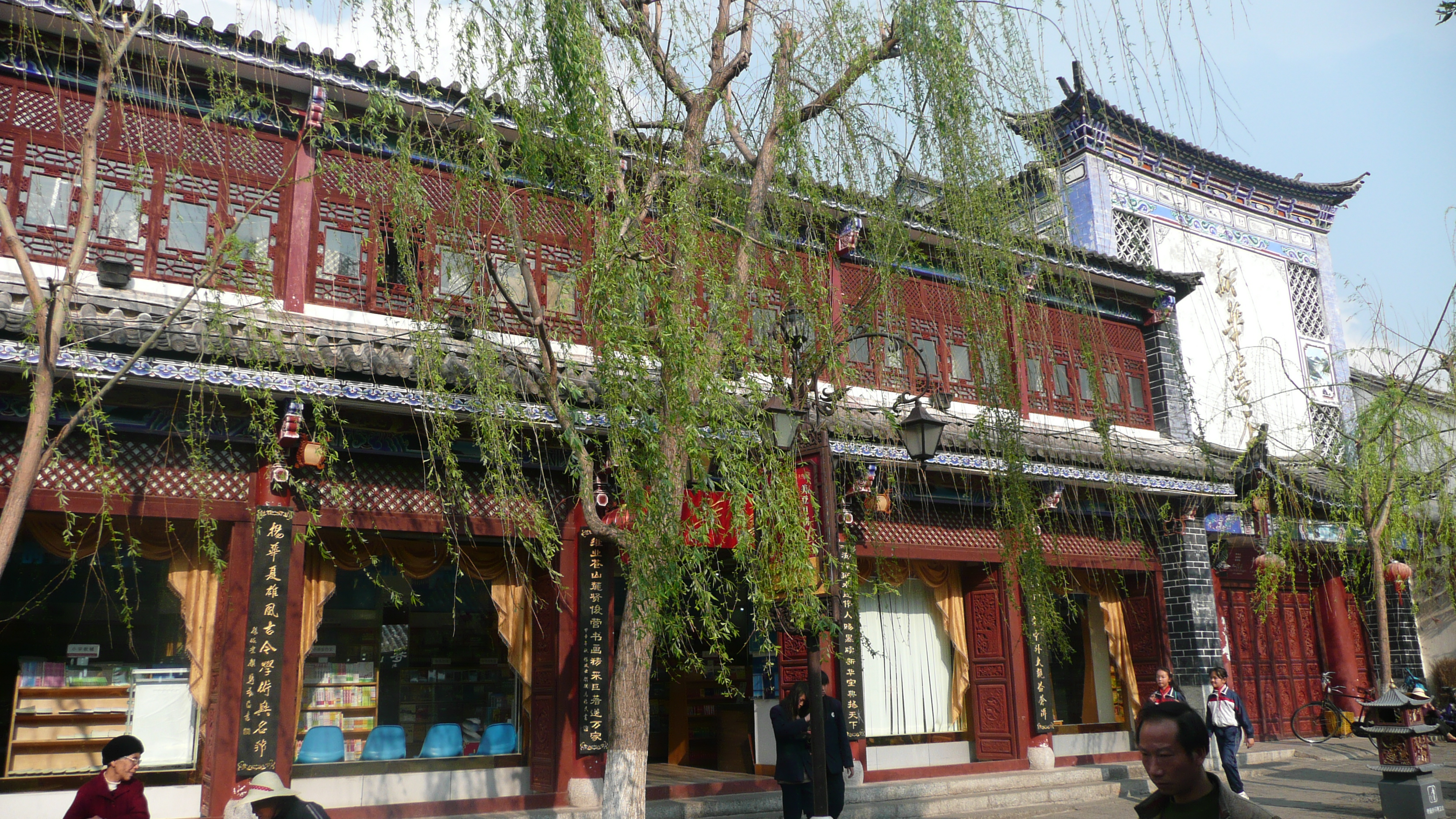
La città vecchia
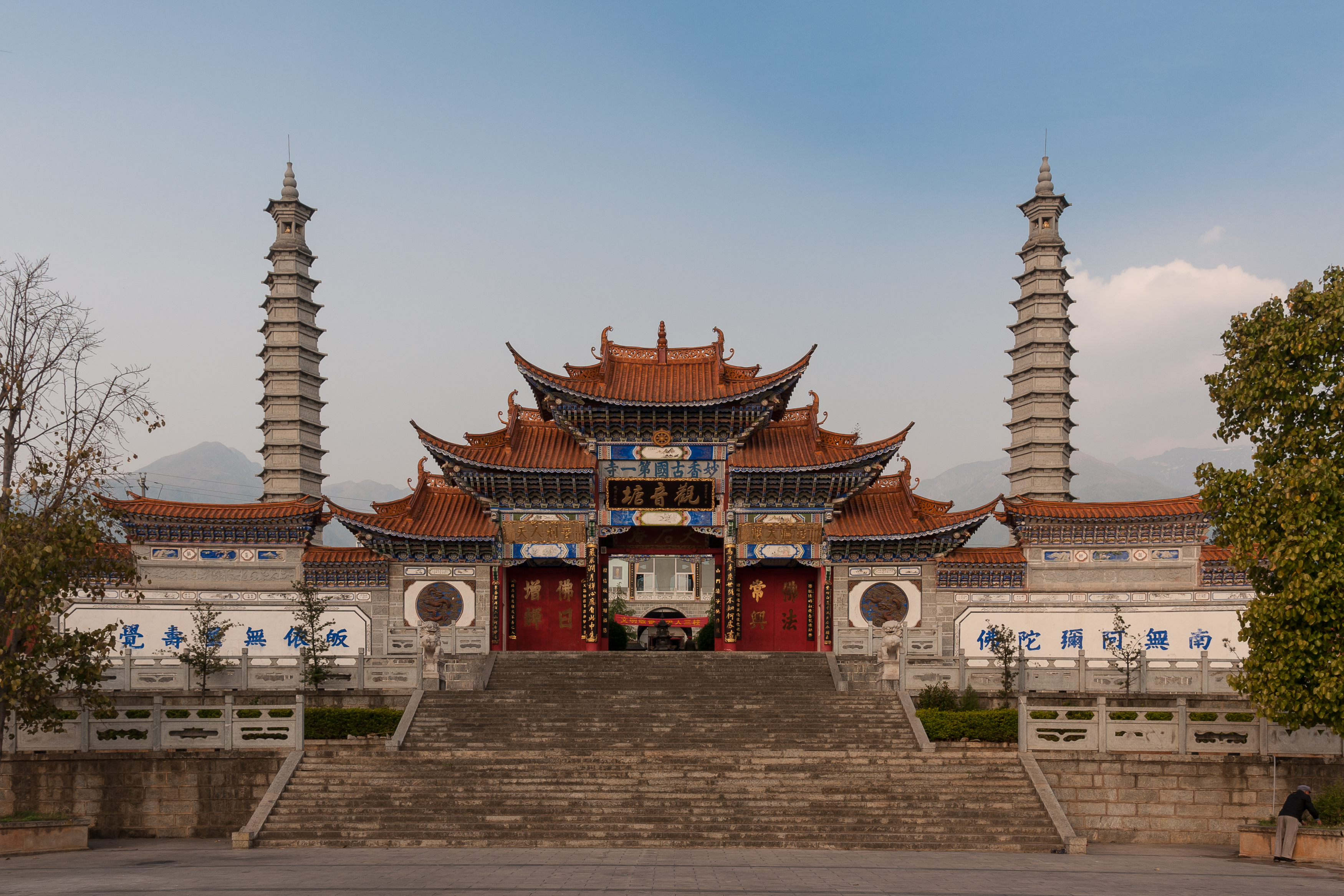
Ingresso del Tempio Chongsheng
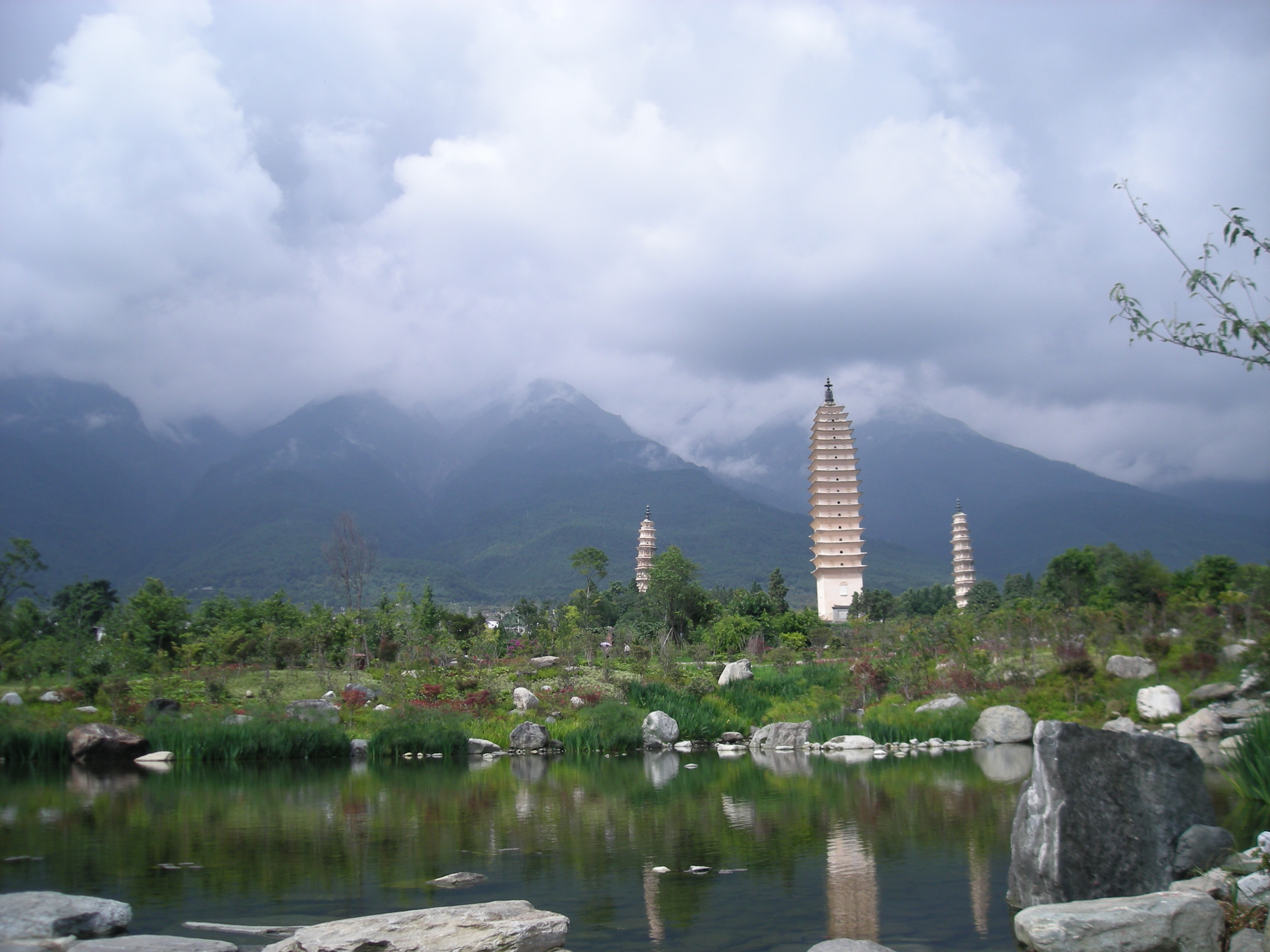
Le Tre Pagode dal Lago Erhai
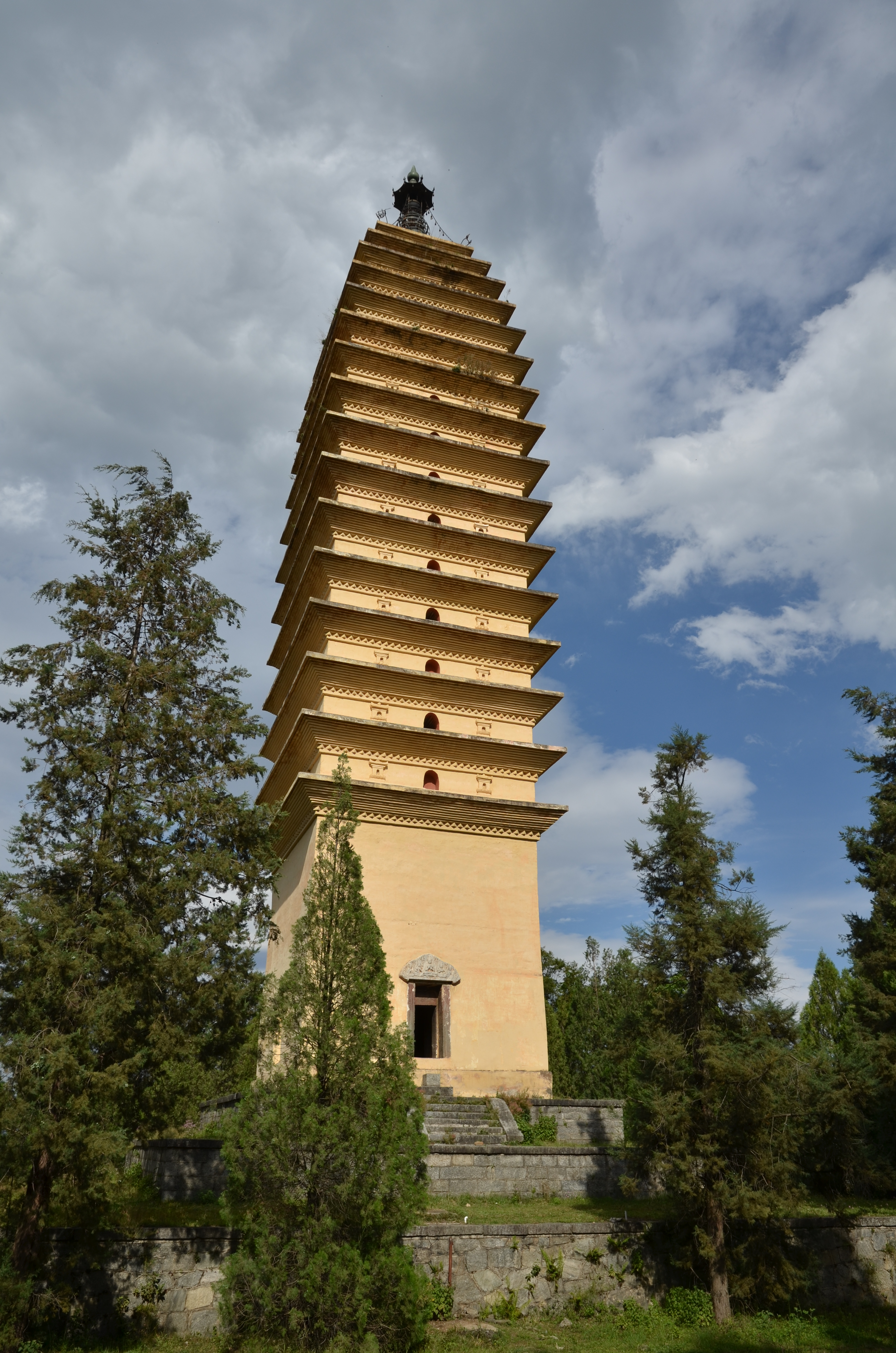
La pagoda Qianxun Ta

## Società

### Evoluzione demografica
La popolazione era di 652 000 abitanti nel 2010 contro i 496 361 abitanti del 1999.
La città, come anche l'insieme della contea, sono tradizionalmente popolati dalle minoranze Bai e Yi.

### Divisione per etnie della popolazione di Dali (2000)
| Etnia  | Popolazione | Percentuale1 |
| ------ | ----------- | ------------ |
| Han    | 1 659 730   | 50,35%       |
| Bai    | 1 081 167   | 32,8 %       |
| Yi     | 426 634     | 12,94 %      |
| Hui    | 66 085      | 2,0 %        |
| Lisu   | 31 972      | 0,97 %       |
| Miao   | 10 967      | 0,33 %       |
| Naxi   | 4 302       | 0,13 %       |
| Achang | 3 330       | 0,1 %        |
| Altri  | 12 365      | 0,38 %       |

## Economia
Il centro economico è situato nella nuova città di Xiaguan, a qualche chilometro da Dali.
- Il marmo, detto in cinese 大理石 o Dàlǐ she, Pietra di Dali, è estratto dai monti Cangshan da 13 secoli[3]
- Tè
- Aeroporto di Dali

## Infrastrutture e trasporti
La città è servita dall'Aeroporto di Dali.